# アメイジング・グレイス (映画)
『アメイジング・グレイス』（原題: Amazing Grace）は、2006年のイギリス・アメリカ合作映画。

## キャスト
- ウィリアム・ウィルバーフォース - ヨアン・グリフィズ
- バーバラ・スプーナー - ロモーラ・ガライ
- ウィリアム・ピット - ベネディクト・カンバーバッチ
- チャールズ・ジェームズ・フォックス - マイケル・ガンボン
- バナスター・タールトン - キアラン・ハインズ
- クラレンス公 - トビー・ジョーンズ
- ジョン・ニュートン - アルバート・フィニー
- トマス・クラークソン - ルーファス・シーウェル
- オラウダ・エクィアノ（en:Olaudah Equiano） - ユッスー・ンドゥール

## 評価
Rotten Tomatoesは118個のレビューに基づいてトマトメーターを70%とし、「典型的な歴史・伝記映画。厳かで気高く、衝撃的な演技にあふれている」と紹介している。